# Knjižnica dr. Toneta Pretnarja
Knjižnica dr. Toneta Pretnarja je osrednja splošna knjižnica s sedežem na Balosu 4 (Tržič).
Imenuje se po slovenskem literarnem zgodovinarju in prevajalcu Tonetu Pretnarju